# Nicole Montagne
Nicole Montagne (Gouda, 9 november 1961) is een Nederlandse schrijfster en grafica.

## Korte biografie
Nicole Montagne studeerde Vrije Grafiek aan de kunstacademie in Utrecht en Cultuurwetenschappen aan de Open Universiteit. In 1984 liep zij stage in Praag. Zij heeft tentoonstellingen in binnen- en buitenland en haar werk bevindt zich in diverse collecties, waaronder die van de ING-bank en de Universiteitsbibliotheek Leiden. In 1998 won zij de Nederland Grafiekprijs.
In 2005 debuteerde zij met De Neef van Delvaux (Uitgeverij Vantilt). Deze essaybundel werd genomineerd voor de Jan Hanlo Essay Prijs en de KANTL-essayprijs. In 2007 kreeg zij het C.C.S. Crone-stipendium. Haar prozadebuut Souvenir verscheen in 2009 bij Uitgeverij Cossee. Het boek kwam op de longlist van de Vrouw & Kultuur DebuutPrijs.
Voor uitgeverij De Eenhoorn illustreerde Nicole Montagne het prentenboek Spinnie Schittert (schrijvers: Frank Pollet en Moniek Vermeulen). Het boek won de Leespluim van de maand (juni 2012).
Vanaf 2014 is zij verbonden aan de Schrijversvakschool Amsterdam als docente essay en verhalende non-fictie..